# جون أ. ويلسون
جون أ. ويلسون هو نحات كندي، ولد في 1877 في غلاسكو الجديدة، نوفاسكوشيا في كندا، وتوفي بنفس المكان في 8 ديسمبر 1954.

## معرض صور

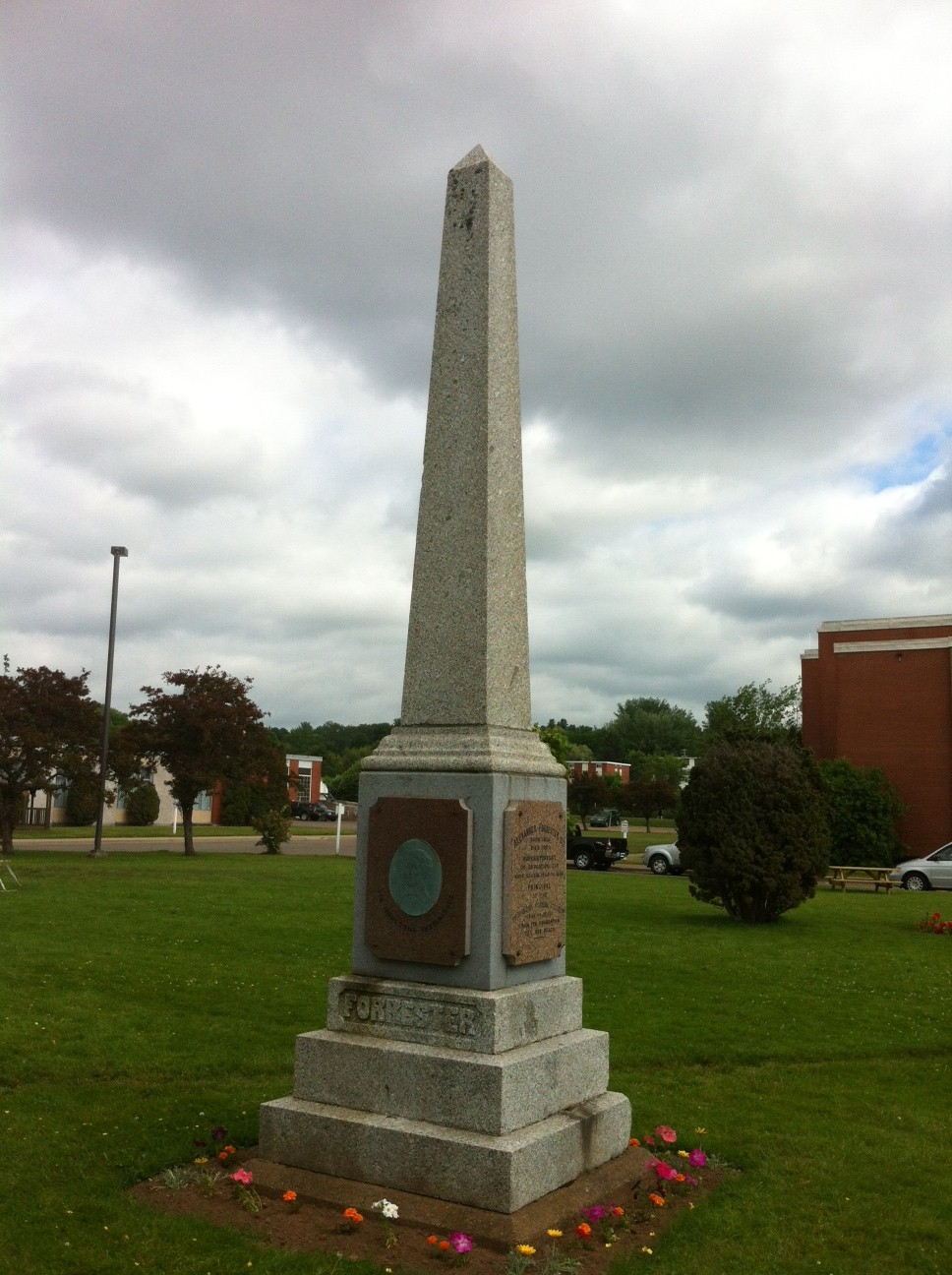
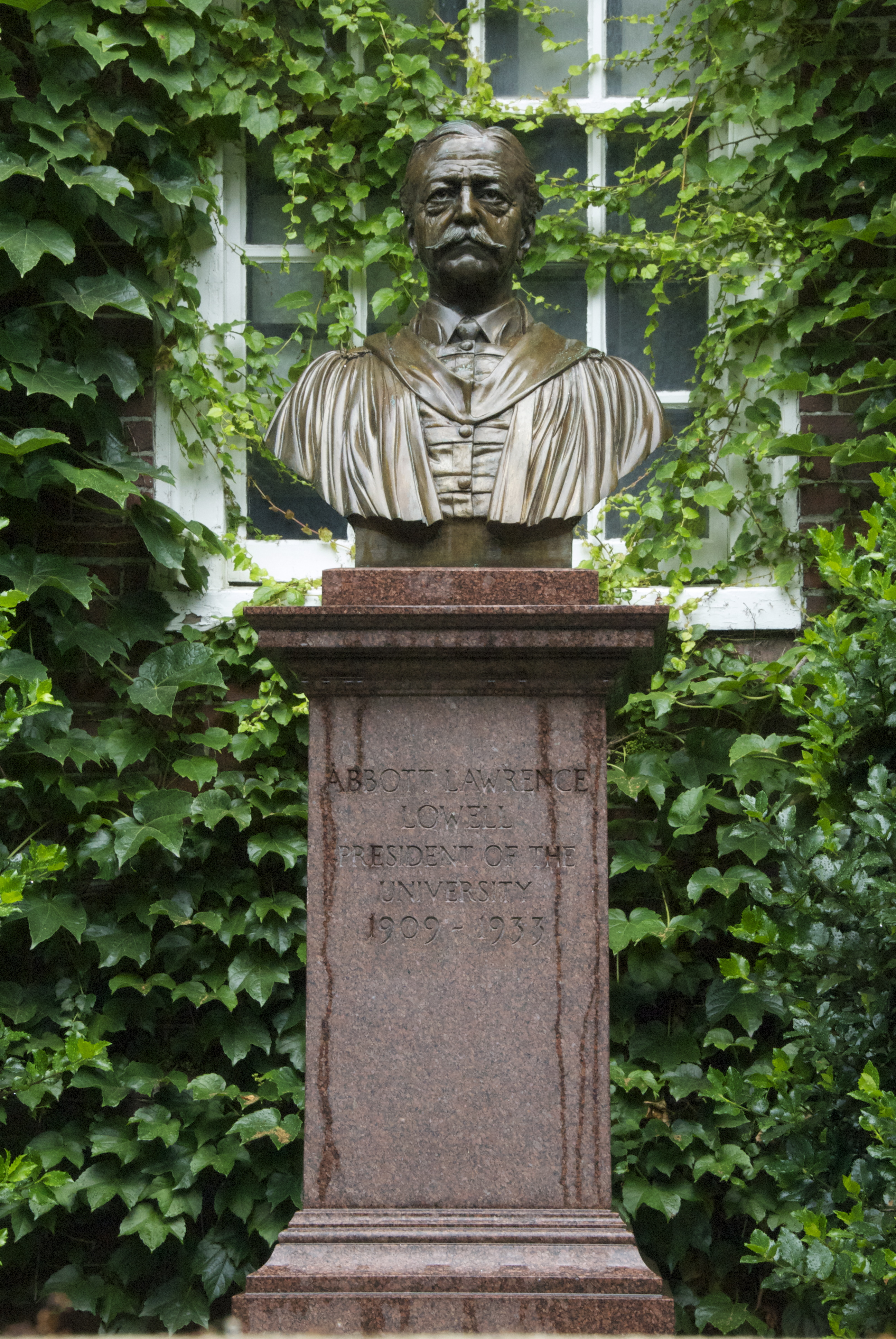
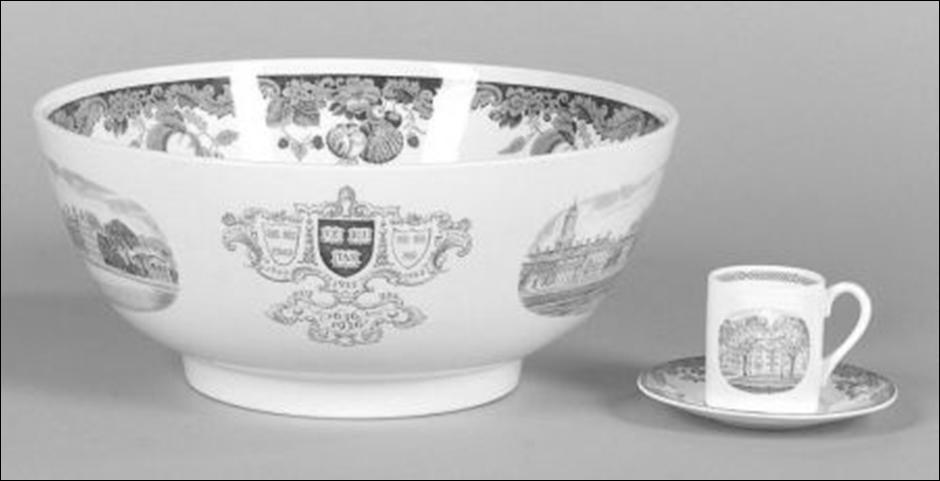
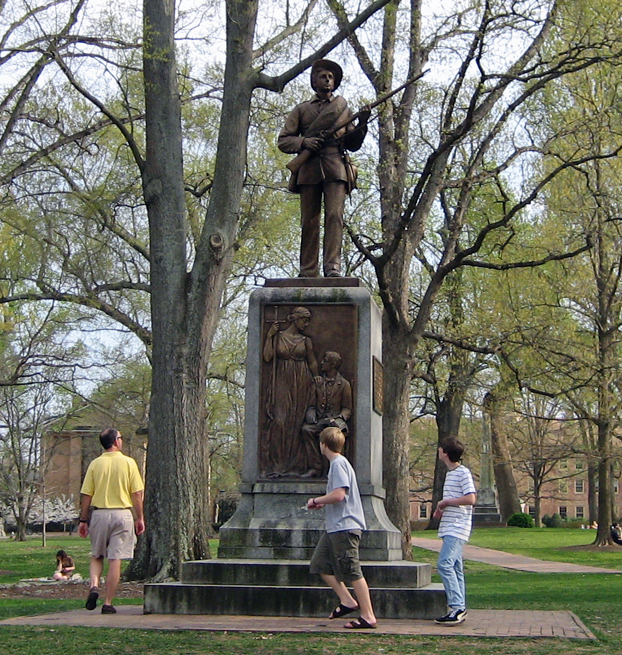
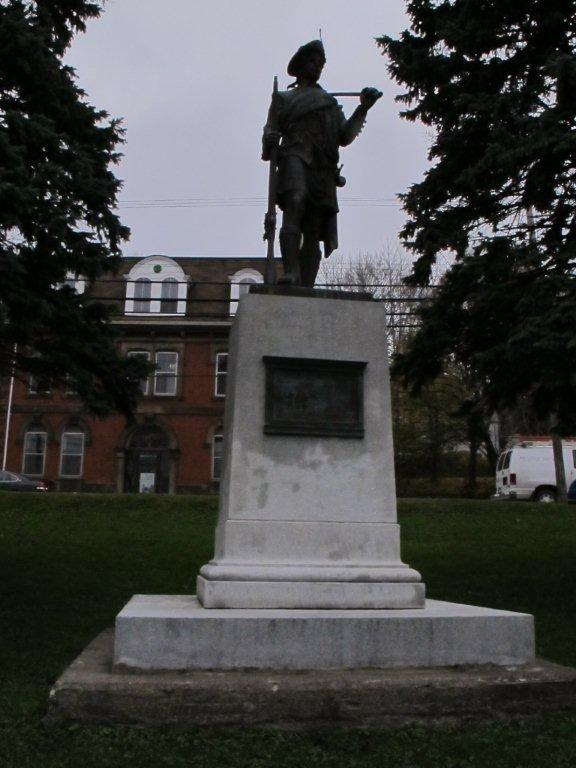
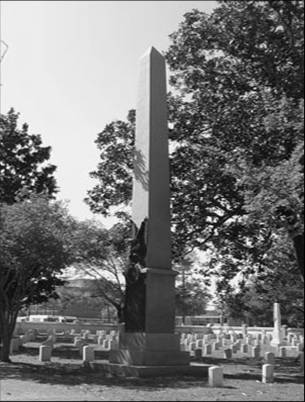